# Соболівка (Романівська селищна громада)
Соболі́вка — село в Україні, у Житомирському районі Житомирської області. Входить до складу Романівської селищної громади. Населення становить 313 осіб.

## Географія
У селі річка Березівка впадає у Шийку, ліву притоку Тетерева.

## Історія
У 1906 році село Чуднівської волості Житомирського повіту Волинської губернії. Відстань від повітового міста 40 верст, від волості 25. Дворів 25, мешканців 402.
У жовтні 1935 року із села Соболівка до Харківської області, на основі компроментуючих матеріалів НКВС, ешелоном було виселено 11 родин (48 осіб), з них 10 — польських і одна українська. Серед виселених 13 осіб чоловічої статі, 14 жіночої, 21 дитина. Натомість на місце вибулих радянською владою переселялися колгоспники-ударники з Київської і Чернігівської областей.

## Населення

### Мова
Розподіл населення за рідною мовою за даними перепису 2001 року:
| Мова       | Відсоток |
| ---------- | -------- |
| українська | 99,68%   |
| російська  | 0,32%    |

## Соціальна сфера
У селі діють: сільська рада (якій підпорядковане село Вила), ФАП, сільський клуб, ЗОШ І ступеня (Початкова школа), соболівське лісництво, римо-католицька парафія Святої Родини. Існує Соболівськи дошкільний навчальний заклад з короткотривалим перебуванням.